# La Piloto
 (mai 2020).
Si vous disposez d'ouvrages ou d'articles de référence ou si vous connaissez des sites web de qualité traitant du thème abordé ici, merci de compléter l'article en donnant les références utiles à sa vérifiabilité et en les liant à la section « Notes et références ».
La Piloto est une telenovela mexicaine créée par W Studios et produite par Lemon Films Studios pour Univision et Televisa. Elle est diffusée entre le 7 mars 2017 sur la chaîne Univision et s'est terminée le 7 octobre 2018 sur la chaîne Las Estrellas.

## Synopsis

### Première saison
Yolanda a été élevée dans un bidonville où la perte et l'abandon ont marqué son enfance. Elle est également victime de sa beauté car elle doit supporter le harcèlement constant des hommes, qui la convoitent et tentent de la dominer. Sa fascination pour les avions étant la seule évasion dont elle dispose, elle décide alors de devenir pilote. Cependant elle se heurte à quelques obstacles : elle n'a pas d'argent et le monde des pilotes est dominé par les hommes. Compte tenu de cela, Yolanda demande naïvement l'aide de son parrain, mais il saisit cette occasion pour la piéger puis la maltraiter, la forçant à s'enfuir.
Yolanda obtient un emploi chez Centroamérica Air, une compagnie aérienne, en tant qu'agent de bord. Elle ignore que la compagnie aérienne appartient à un groupe criminel qui l'utilise pour blanchir l'argent de la drogue. Elle y rencontre John Lucio, un beau pilote propriétaire d'une compagnie d'avions légers et partenaire de Centroamérica Air. Une attirance réciproque est indéniable. Le problème est que John n'est pas un cadre mais un brillant pilote expérimenté qui travaille pour les organisations illicites les plus importantes. Il est poursuivi par la DEA. Yolanda accepte tout de même de travailler avec lui et de transporter des millions de dollars en espèces d'un pays à l'autre.
Parallèlement, la compagnie aérienne fait l'objet d'une enquête par les autorités dirigées par l'agent de la DEA, Dave Mejía, qui est sous la couverture d'Alberto Díaz. Il est instantanément séduit par la beauté de Yolanda.
Le temps passe. Trompé par les intrigues de son vieil ami Zulima, John trahit Yolanda en provoquant l'écrasement de son avion. Elle reste emprisonnée dans la jungle aux mains du colonel Santamaría, mais finalement elle parvient à s'échapper.
À son retour, Yolanda découvre que John et Zulima sont maintenant complices. Cela lui prouve que John l'a trahie et l'a envoyée à sa propre mort. Yolanda met sur pied une flotte clandestine constituée de ses fidèles amies hôtesses de l'air. Elle crée une compagnie aérienne concurrente de belles femmes qui pilotent des avions et transportent des marchandises illégales.
Peu de temps après, la vie souffle à nouveau sur Yolanda et elle est choquée par la trahison, la vengeance et la mort, qui ont marqué son destin depuis sa naissance. Elle est de nouveau poursuivie par des hommes. L'un d'eux veut la maîtriser, l'autre veut la rattraper et la tuer. À ce stade, elle doit décider de recommencer sa vie et de confronter son passé une fois pour toutes, ou de s'enfuir. Yolanda ne peut faire confiance qu'à sa force intérieure. Elle prend conscience que continuer sa lutte et tout risquer pour gagner sa liberté en vaut la peine.

### Deuxième saison
Yolanda a réalisé ses rêves et son bonheur, avec sa famille et ses amis. Quatre ans après avoir été exonérée et inscrite au programme de témoins protégés, Yolanda a réalisé son rêve d'être pilote en tant que capitaine de la compagnie aérienne américaine US-FLY. Maintenant, elle aspire à être une mère et une épouse exemplaires; elle est sur le point de se marier et d'adopter Arley Jr, le fils d'Amanda. Tout semble aller à merveille... mais il y a des ennemis du passé qui le rendront pratiquement impossible. Ils ne pardonnent pas, ils reviennent pour rembourser leurs dettes et perturbent à nouveau leur vie tranquille:
Arnoldo Santamaría: le colonel psychopathe qui a enlevé Yolanda il y a 4 ans dans le bataillon militaire revient avec un nouveau plan en main: rejoindre la mafia russe opérée par Vasily Kilicheko dans la ville de Los Angeles, pour kidnapper le petit Arley Jr, de 4 ans et régler les comptes avec Yolanda; elle arracha un de ses yeux; Il l'a marquée par derrière pendant qu'il la tenait, menottée et incapable de se défendre. Le plus grand souhait du colonel est de remettre le pilote à ses pieds.
John Lucio: après 4 ans enfermé, il a pris conscience de tout ce qu'il a commis dans le passé... ou du moins c'est ce qu'il semble être. John ne se reposera pas jusqu'à ce qu'il revoie Yolanda redevenir sa femme et que Dave soit retiré de sa vie, quoi qu'il en soit.
Monica Ortega: désormais du côté de la loi, la Lieutenant est devenue ce qu'elle détestait le plus: une trafiquante. Maintenant, il travaille pour la mafia russe, dans l'organisation d'Irina et Vasily Kilichenko, en transportant illégalement des personnes par mer, puis en les asservissant, en prélevant leurs organes et en les prostituant. Deux mois avant l'enlèvement d'Arley Jr, Ortega aide Santamaría à s'échapper de la prison colombienne. Ceci, pour se venger de Yolanda et Dave, même si ce n'est que du ressentiment; L'amour sincère qu'elle a ressenti pour Dave a disparu et s'est transformé en amertume et en une haine incontrôlable pour Yolanda.
Irina Kilichenko: jeune ukrainienne de la mafia russe, hacker et gérante du bar "Club Diablo". Avec son père, Vasily Kilichenko, ils se sont alliés à Santamaría dans leur désir de tourmenter la vie de Yolanda et de sa famille. En rencontrant Yolanda, il commence à envier non seulement sa beauté, mais l'aimant qui doit attirer les hommes, y compris le colonel, dont il est obsédé. Cela déclenchera une profonde envie et une rancune envers Yolanda.
Vasily Kilichenko: chef ukrainien du cartel californien. Homme sanguinaire, raciste, impitoyable et cruel. Marchand d'armes et de substances illicites; à cela s'ajoute le proxénétisme et la distribution du plutonium. Ce capo énigmatique est la clé et le diable lui-même dans la vie de Yolanda et Santamaría.
La rancune et la vengeance s'empareront des ennemis de Yolanda, et elle reviendra au ciel, mais cette fois pas pour fuir, mais pour les affronter et les arrêter. Beaucoup de gens veulent la voir détruite... ou en enfer... mais elle sera témoin de l'action incessante et de l'adrénaline qui l'attend, mais le sort est décidé par le pilote.

## Distribution
- Livia Brito : Yolanda Cadena Lesmes
- Arap Bethke : John Lucio
- Juan Colucho : Dave Mejía / Alberto Díaz
- María Fernanda Yepes : Zulima Montes
- Alejandro Nones : Óscar Lucio
- Macarena Achaga : Olivia Nieves
- Maria de la Fuente : Mónica Ortega
- Verónica Montes : Lizbeth Álvarez
- Natasha Domínguez : Amanda Cuadrado
- Mauricio Aspe : Arley Mena
- Stéphanie Salas : Rosalba Cadena
- Tommy Vásquez : Colonel Arnoldo Santamaría
- Arturo Barba : Zeki Yilmaz
- Gerardo Murguía : Jorge Sinisterra
- Shalim Ortiz : Dean Simpson
- Marcelo Buquet : Omar Nieves
- Demián Kalach : Pedro Ayala "El Capi"
- Julian Sedgwick : Joseph Montgomery
- Andrés Delgado : Cristian Nieves
- Antonio de la Vega : Ramón Cadena
- Fermín Martínez : Ernesto Calle
- Mar Zamora : Cindy
- Rafael Nieves : Agent de la DEA
- Darío Ripoll : Eladio "El Bochas"
- Roberto Wohlmuth : Coco
- Alejandro García : Raúl Argüelles
- Rolando Brito : Capitaine Argüelles
- César Valdivia : Eliezer Blanco "Cañengo"
- Octavio Hinojosa : Agent Rincón
- Nico Galán : Wilmer Aguilar Terán
- Francisco Angelini : Roberto
- David Palacio : Alberto Rubio
- Ivana de María : Paula
- Flora Fernández : Fleur
- Jean Paul Leroux : Vergara
- Sebastián González : Jason Reyes
- Cristina Campuzano : Teresa
- Allemand de Greiff : Castro
- Isadora González : Joanna
- Alejandro Peraza : Procureur adjoint de Benavides
- Ludwika Santoyo : Estefanía, fille de Benavides
- Hannibal Yesbel : Capitaine Garrido
- Rodrigo Massa : Aldo Tapia
- Irene Arcila : Carmen, mère de Cindy
- Juliana Galvis : Amparo Ruiz

## Production

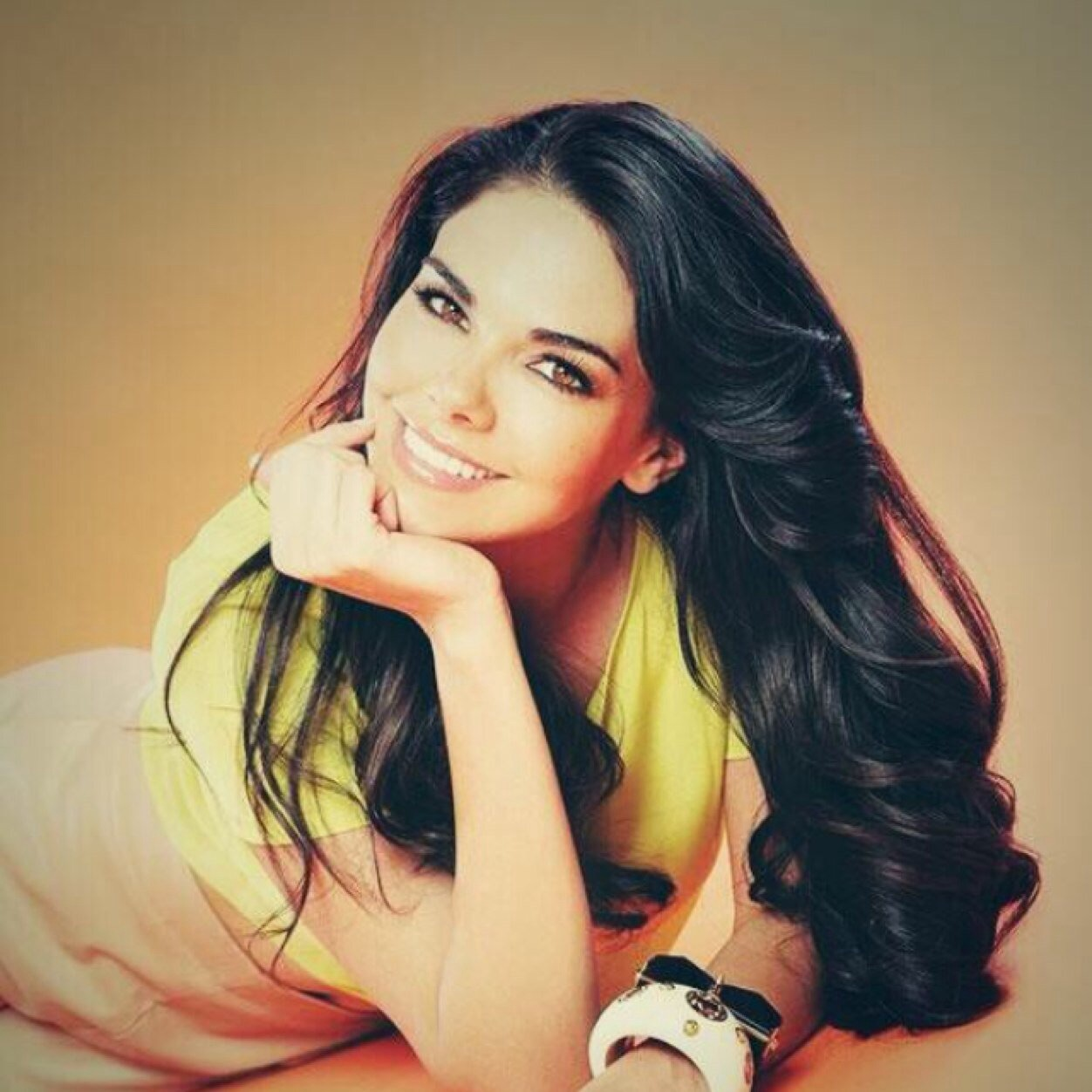
Livia Brito

La série est créée par W Studios du célèbre producteur Patricio Wills et produite par Lemon Films Studios pour Univision et Televisa. Il est écrit par Jorg Hiller qui a précédemment écrit Tiro de gracias et Porque el amor manda et est inspiré par des événements réels. Le tournage de la série a commencé le 5 septembre 2016. Pour le tournage de la série Livia Brito a pris des cours d'aviation.
Le 18 octobre 2017, Patricio Wills de W Studios a confirmé que la production de la deuxième saison de la série commencerait en janvier 2018. Le 26 janvier 2018, le début de la production de la deuxième saison a été confirmé. Le 1er février 2018, Ilza Ponko a été confirmé comme l'antagoniste principal de la deuxième saison. Un aperçu de la deuxième saison a été publié le 8 mai 2018.

## Diffusion
- Univision (2017)
- Las Estrellas (2018)